# Supercopa dos Países Baixos de 2018
A Supercopa dos Países Baixos 2018 ou Johan Cruijff Schaal foi a 29ª edição do torneio, disputada em partida única entre o Campeão Neerlandês 2017–18 (PSV Eindhoven) e o Campeão da Copa dos Países Baixos 2017–18 (Feyenoord).

## Participantes
| Equipe        | Classificação                             |
| ------------- | ----------------------------------------- |
| PSV Eindhoven | Campeão Eredivisie de 2017–18             |
| Feyenoord     | Campeão Copa dos Países Baixos de 2017–18 |

## Partida
| 4 de agosto de 2018 | PSV Eindhoven | 0 – 0 | Feyenoord | Philips Stadion, Eindhoven |
| 18:00               |               |       |           | Público: 31 000            |

| PSV | Feyenoord |

## Campeão
| Supercopa dos Países Baixos de 2018 |
| ----------------------------------- |
| FEYENOORD 4° titulo                 |